# 3166 Клондайк
3166 Клонда́йк (3166 Klondike) — астероїд головного поясу, відкритий 30 березня 1940 року.
Тіссеранів параметр щодо Юпітера — 3,623.